# Jardí botànic de Medellín
El jardí botànic de Medellín, o Joaquin Antonio Uribe jardí botànic de Medellín , és un jardí botànic ubicat a Medellín, Colòmbia. El jardí té 14 hectàrees amb 4.500 flors i 139 espècies d'ocells. Té una col·lecció d'orquídies i una reserva de papallones conservades en un espai arquitectònic anomenat "Orchideorama". El pavelló d'entrada al jardí botànic va ser dissenyat per Lorenzo Castro i Ana Elvira Vélez. El jardí inclou una casa de papallones, un jardí de cactus, espais d'exposició, biblioteca, i una bassa.

## Galeria

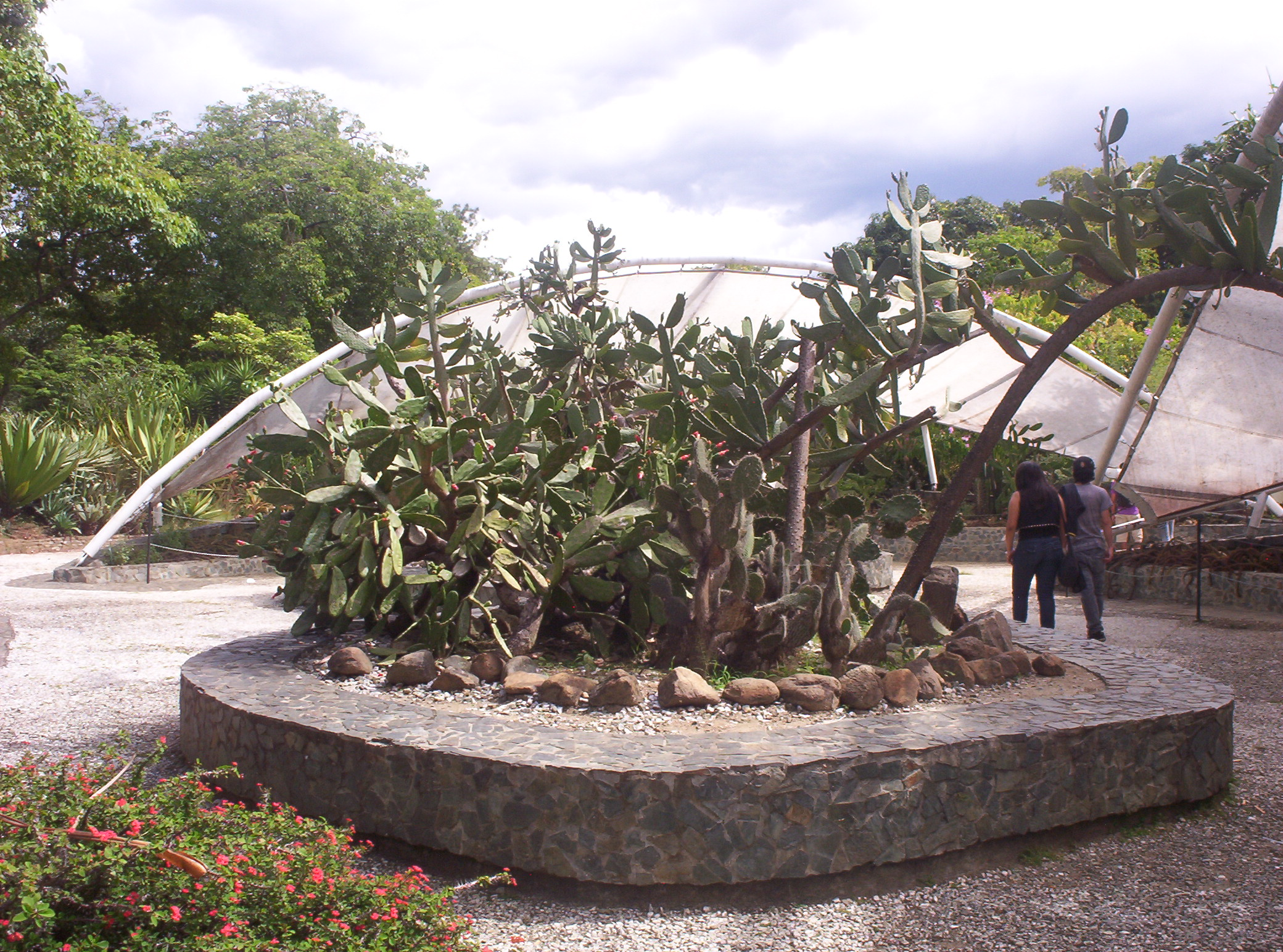
Jardí de cactus
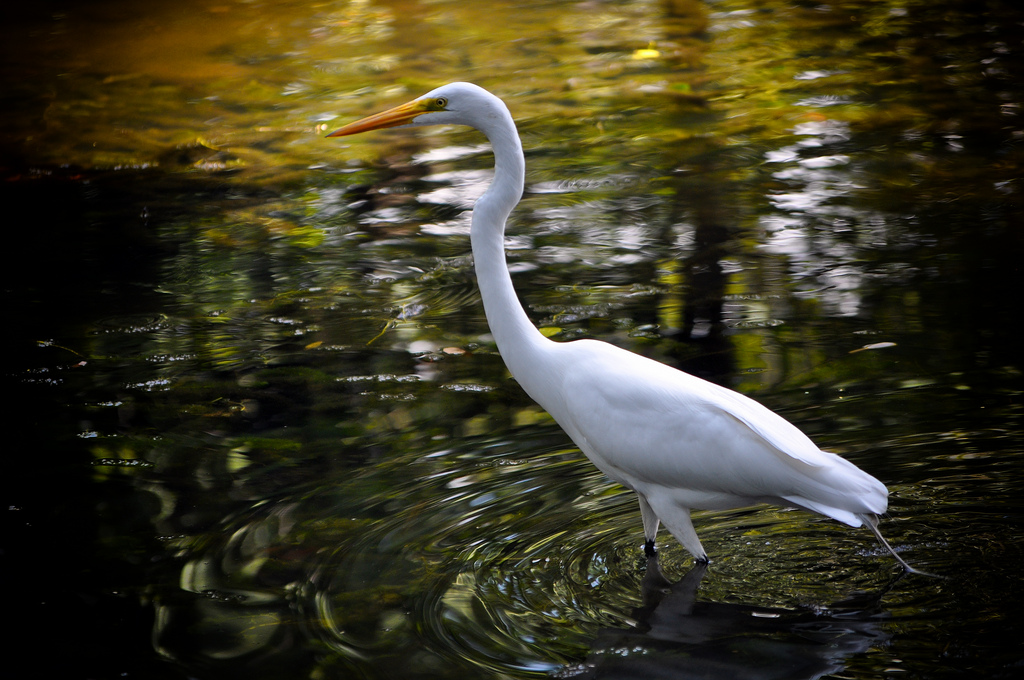
Agró blanc dins l'aigua
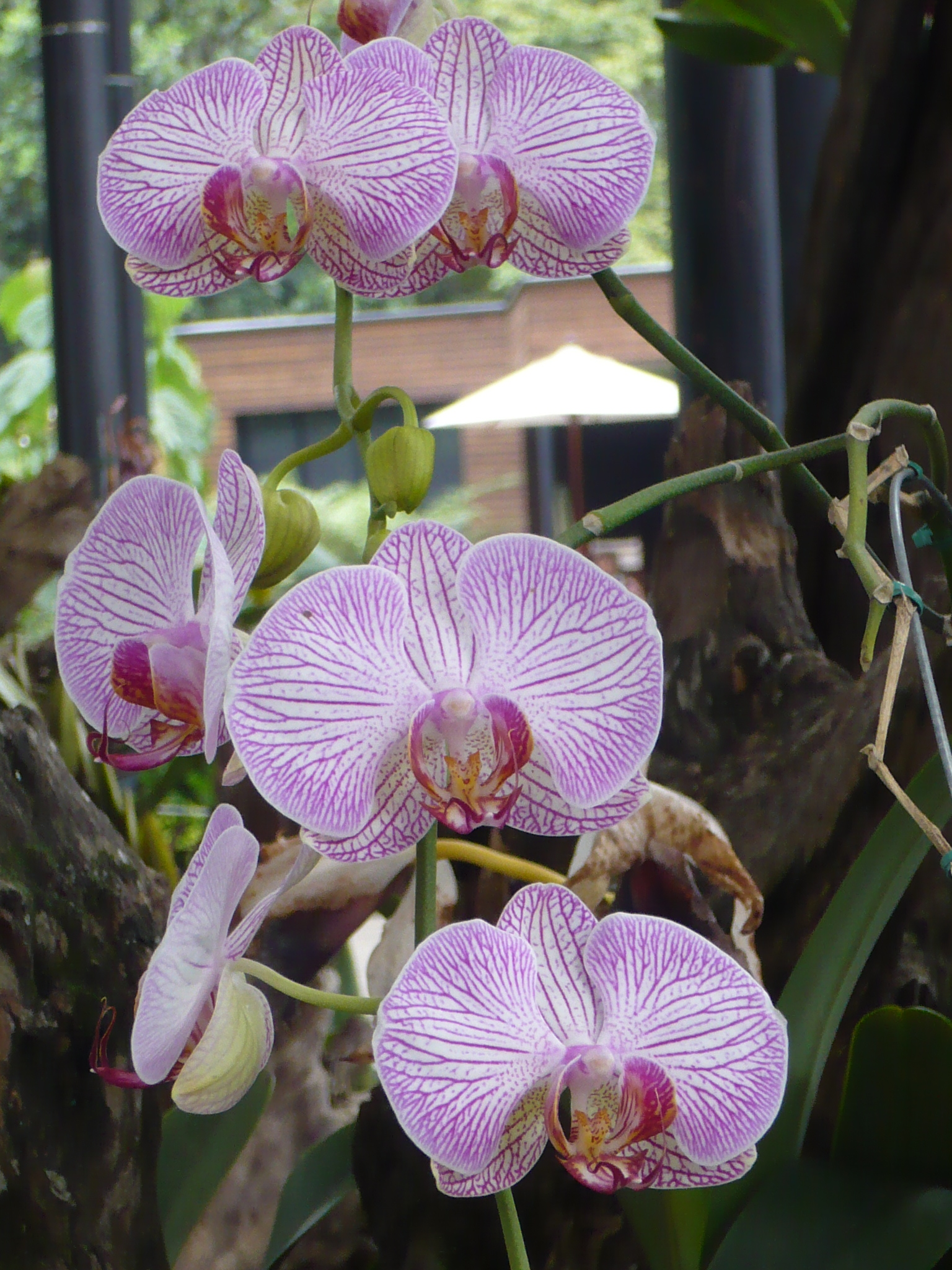
Orquídies